# Església de Sant Tomàs i Sant Felip Neri
L'església de Sant Tomàs Apostol i Sant Felip Neri és un temple construït en el segle xviii en estil barroc a la plaça de Sant Vicent Ferrer de la ciutat de València. Aquesta església és també denominada església de la Congregació, perquè va formar part de la casa conventual erigida per la congregació oratoniana de Sant Felip Neri, a la qual se li afegí posteriorment l'antiga parròquia de Sant Tomás. Està declarada Bé d'Interés Cultural.
Després de la desamortització, la resta del complex conventual va ser enderrocat i només va quedar-ne el temple. L'església es va construir entre 1727 i 1736 i hi va plasmar les seves idees classicistes l'arquitecte i matemàtic valencià Tomàs Vicent Tosca, autor també del més conegut i rigorós plànol històric de la ciutat, datat de principis del segle xviii.
L'edifici està inspirat en models barrocs de Roma, recognoscibles especialment en l'àmplia façana. Construïda de maó vermell amb elements de pedra en ressalt, segueix la forma de l'església romana del Gesú i està formada per dos cossos: un d'inferior més ample, coronat per un entaulament i amb un arc rebaixat sobre la porta, i un altre de superior més estret, que correspon només a la nau central, es remata per un frontó triangular i disposa als seus costats de dues grans volutes. Pilastres, mènsules i estàtues componen una imatge molt clàssica que es completa amb el campanar i el seu curiós rellotge de sol vuitcentista.

## Història
La congregació fou fundada per sant Felip Neri a Roma i s'establí a la ciutat de València el 1648. La instal·lació d'aquesta casa matriu de totes les hispàniques es va deure a la voluntat del canonge ardiaca de Morvedre, Lluís Crespí de Borja, bisbe d'Oriola, junt amb Felip Pesantes i Boïl, Lluís Escrivà i Zapata i Gerónimo Pertusa, els quals hi obtingueren llicència de Felip IV l'any 1625. El primer establiment es va fixar en una casa propera a Sant Joan de l'Hospital, autoritzant el capítol el 12 de desembre de 1648 la construcció d'un oratori a la casa on habitaven. Com que aquesta resultà petita, en buscaren una altra de més capacitat, enfront de la casa de les Comèdies. El suport econòmic de l'arquebisbe Pedro de Urbina i el patronat regi de Felip IV, junt amb la butlla del 24 de febrer de 1656 d'Alexandre VII, que aprovava aquesta congregació de l'Oratori a València, tanca la primera fase de la congregació, en què el procés constructiu és més d'aprofitament i reutilització d'espais concebuts per a altres usos.
L'església ha sofert des de la seua construcció diversos desperfectes i intervencions, encara que no de l'entitat d'altres monuments valencians. Ja el 1812, amb la invasió francesa, caigueren bombes a l'església; més tard, fou restaurada per l'arquitecte acadèmic Francisco Pechuan. El 1835, amb la desamortització, l'església va quedar abandonada, i el convent i l'església s'utilitzaren com a magatzem. Després de reformar-ne l'interior, el 1837, es va reobrir l'església al culte com a parròquia de Sant Tomàs. El convent utilitzat com a quarter fins a l'any 1854 fou demolit posteriorment, i s'utilitzaren els seus solars per a construir edificis d'habitatges.
Una de les reformes que deixaria una petjada més marcada fou la mampresa a principis del segle xx per la mateixa parròquia, el 1903. Sota la direcció de l'arquitecte Antonio Ferrer, es va procedir a la neteja d'estàtues, nínxols i columnes. També es donà a les parets una fina capa de pintura rogenca, simulant rajola. També es va realitzar en anys successius el daurat dels retaules i de les cartel·les, així com l'estucat blanc de les parets interiors, i es renovaren totes les capelles. En les obres de restauració de l'interior fetes després de la Guerra Civil, es feren algunes transformacions com la substitució de les tribunes que requeien al presbiteri pels llenços amb marcs de rocalla. En dates recents, s'ha restaurat la façana respectuosament per l'arquitecte Rafael Soler, consolidant el segon cos de la façana i tornant el net cromatisme original a capitells, cornises o estàtues que formen el seu conjunt.
També durant la Guerra Civil desaparegueren retaules i gran part de les pintures, les unes realitzades al moment de la construcció de l'església, d'altres procedents de l'antic convent, anteriors al segle xviii.
L'església de la Congregació, actual parròquia de Sant Tomàs, construïda entre els anys 1727 i 1736 per a l'orde oratorià de Sant Felip Neri, suposa la major plasmació, quasi programàtica, de les orientacions arquitectòniques classicistes i constructives establides pel matemàtic oratorià i destacat novador valencià Tomàs Vicent Tosca (1651-1723) en el seu Compendia Mathematico, en el volum que abasta tant l'arquitectura civil com la monteia i els talls de pedra picada. Si bé és cert que aquesta església rendeix un generós tribut a la tradició clàssica en el si d'una arquitectura barroca, oberta eclècticament a novetats compositives franceses i en especial italianes, que en tot moment respecta la «ajustada disposición y simetría de las partes que componen una fábrica», seguint «aquellas leyes, que observadas por los antiguos Maestros, hicieron célebre á la posteridad su memoria», sense desviar-se «notablemente del estilo que en los cinco órdenes de Arquitectura observaron los Antiguos», també ho és que no eludeix inserir-les en el si d'una moderna voluntat cientifista matemàtica del moment, molt arrelada en sectors cultes de la ciutat de València, preocupada per fer ostensible el que el mateix Tosca, en el seu tractat de l'art de tallar pedra, no dubtava a qualificar com el «más sutil y primoroso de la Architectura, que es la formación de Arcos y Bóvedas». No d'una altra manera s'explica l'enorme predicament del tipus compositiu o de l'ostentació constructiva d'aquesta església, en especial de la seua façana, en quasi tot el segle xviii valencià, i arribà la seua influència a membres de la Reial Acadèmia de Sant Carles, com fou el cas d'Antoni Gilabert.
Una tradició que ve del P. Serrano, el qual només tres dècades després a l'acabament del temple (1762) va atribuir la traça de la façana a Tosca, ha vingut corroborant aquesta afirmació, tenint en compte no sols els coneixements arquitectònics de l'oratorià sinó també les nombroses comissions en què va participar amb assumptes relacionats amb l'arquitectura i l'urbanisme, incloses la realització de traces, que va desenvolupar generalment al costat del seu amic, el també matemàtic, Joan Baptista Corachán.
Recents aportacions documentals relacionades amb la construcció de l'anomenat Oratori Parvo l'any 1722, anterior a l'església, posen en relleu com en les capitulacions s'especifica que mentre s'enderrocava l'antiga església «ha parecido conveniente y aun preciso edificar antes el Oratorio Parvo y demás fabrica adjunta en el lugar y sitio que expresa la planta que se hizo en Roma», notícia sens dubte important, però prou breu com per a pensar que tal indicació es tracte d'una inalterable traça arquitectònica de l'església, especialment si es tenen en compte les característiques de l'obra realitzada, perfectament inserida en la cultura arquitectònica valenciana generada al voltant de la figura de Tosca. Per una altra banda, i a falta de precisions, res no desmenteix l'atribució del P. Serrano referida a la façana, sinó més aviat a qui estengueren l'autoria de Tosca a la resta del temple. En aquest sentit, és més plausible, com va comentar Ponz, que l'obra es degué arbitrar conforme al pensament de Tosca.
L'edifici fou admirat i elogiat des de la seua construcció; Tomás Güell, només acabar-se de construir, s'hi va referir en to elogiós; també Ponz, de tan estirada mirada censora per a l'arquitectura d'aquest període, deixant a banda les seus crítiques a la talla i ornaments de fusta, considerà l'església com de les millors de l'època.

## Arquitectura

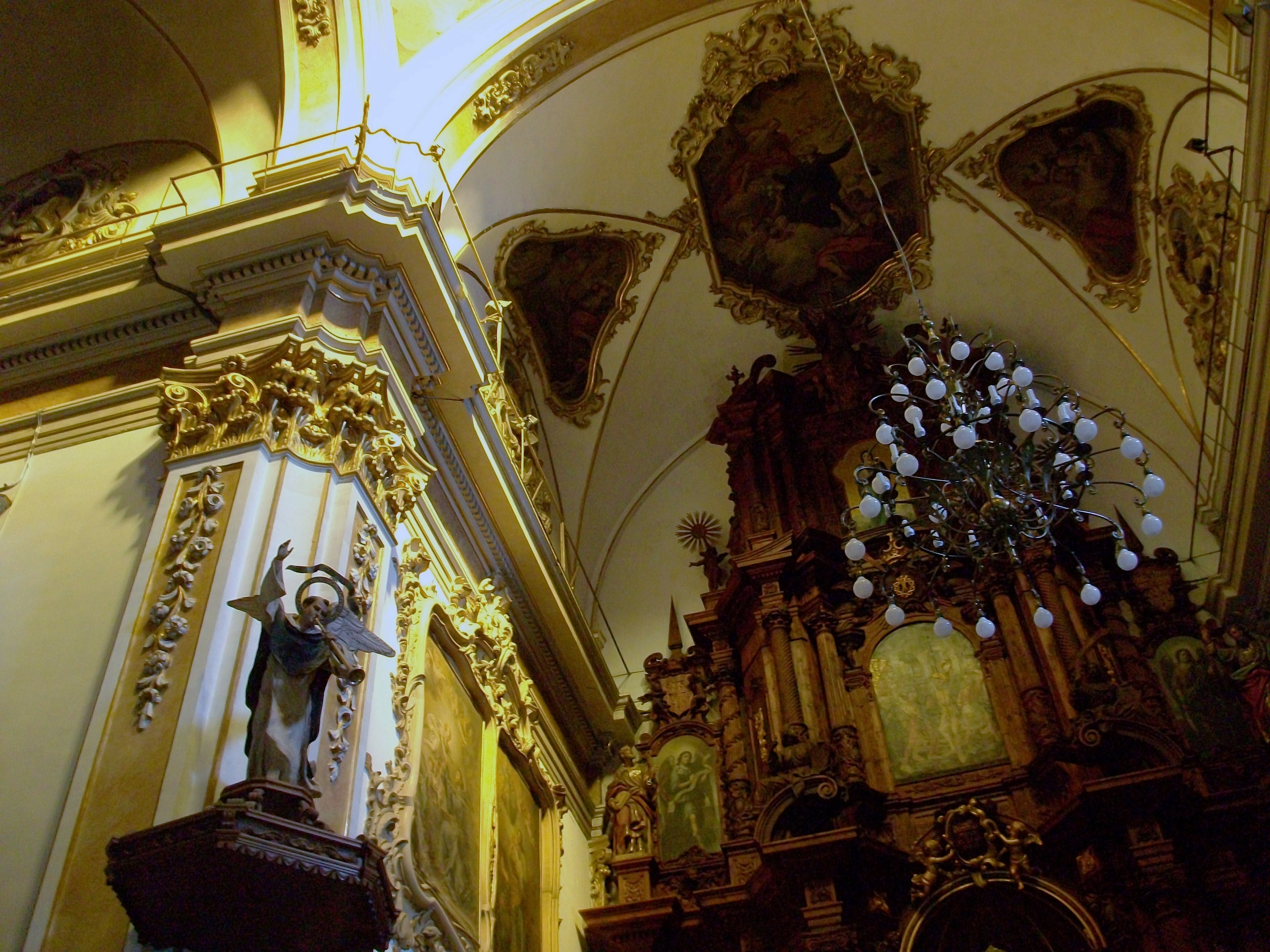
Interior de l'església

La planta del temple oratorià és de creu llatina, amb una nau compacta i curta de tres trams que contrasta amb l'amplitud del creuer i tram del presbiteri, ambdós d'una profunditat similar a aquesta. La nau es cobreix amb volta de canó tapiada amb llunetes sobre alts bancs. Les capelles laterals de planta quadrada estan comunicades per petites dreceres i coronades amb cúpules de mitja taronja i obertura zenital amb llanterna.
A la intersecció dels braços del creuer, s'alça l'elevada cúpula sobre un esvelt tambor octogonal extern però de perfil circular a l'interior, ordenat amb pilastres i transpilastres.
El presbiteri, de capçalera recta, repeteix les mateixes proporcions que els braços del creuer. En observar la seua planta, es pot rastrejar les petjades de l'esquema vignolesc del Gesú en l'èmfasi donat al creuer amb cúpula i presbiteri en relació amb la nau i les capelles, però poc més. Tanmateix, amb qui ofereix una major similitud és amb l'església de la Companyia de València, destruïda el 1868, però de planta coneguda i cronologia precisa després de recents investigacions; així doncs, existiria la possibilitat que l'església de Sant Tomàs es tracte d'una versió modernitzada, posada al dia d'aquest temple jesuïta, construït a partir del 1595, però ampliat entre 1621 i 1631, amb un espaiós creuer amb cúpula sobre tambor i nau, i capelles remodelades constructivament a l'últim quart del segle xvii, la traça de la qual guarda un gran paregut i proporcions similars amb les de Sant Tomàs, com ho reflecteix el plànol de la casa Professa de València realitzat en el segle xviii i conservat en l'Arxiu del colegio de la Inmaculada de Santa Fe (Argentina).
L'església de l'Oratori de Sant Felip, en aquest sentit, degué modernitzar —a l'altura de la cultura arquitectònica de principis del segle xviii— abans el model jesuític vernacle que el romà. Un major avançament en la idea de la distribució i proporció classicista de l'espai ve donat per la capçalera plana, front a la poligonal de la Companyia, per l'alçada i amplitud de la seua cúpula (47 metres d'alçada, més 10 metres de diàmetre), per la seua perfecta articulació de les pilastres d'ordre corinti amb fris llis i denticulades, seguint els ressalts marcats per la projectura de les pilastres, o pels amplis arcs de mig punt, quasi a rosca amb la línia de l'entaulament.
Una petita però significativa solució arquitectònica ve donada per l'entrada lateral pel carrer del Trinquet de Cavallers, on es permet entreveure una preocupació —constant en el plantejament d'esglésies erigides a partir de la Contrareforma— per ampliar la comunicació espacial entre capelles i presbiteri. En efecte, la porta lateral no comunica directament la capella immediata al creuer com succeeix en el tipus d'església derivada del Gesú, sinó que, a través d'un corredor paral·lel al front de les capelles, desemboca al creuer; d'aquesta manera, no interfereix la visualització espacial del presbiteri des de les capelles.
Altres trets derivats de la tradició arquitectònica i cultural valenciana s'observen també en la disposició de la capella de la Comunió i sagristia, a ambdós costats del presbiteri, amb elegants portades d'accés de pedra obscura que emmarca brancals i llindes, amb fris i frontó recte obert a l'arrancada de les tribunes. La capella de la Comunió és de planta rectangular (12 x 7 metres), amb sòcols de rajoletes d'Alcora, pilastres dividint els trams i la volta de canó rebaixada amb llunetes; participa d'un to classicista similar a la resta de l'interior de l'església.
L'interior del temple està dominat per un ric decorativisme d'empremta culta i gens estandarditzat, producte d'una renovada gramàtica barroca, ornamental i compositiva: petites cartel·les decorades a l'intradós dels arcs, grups de fruites al net de les pilastres, colps de rocalla als extrems de les llunetes, marcs amb cartel·les amb pintures a l'interior, amb motius asimètrics de caràcter rococó. El retaule major i els del creuer són obra de Jaime Molins; foren destruïts en la Guerra Civil i han sigut substituïts en l'actualitat per còpies semblants. Aquestos destacaven per les seues línies mogudes, acusant la primerenca influència compositiva de la façana barroca de la catedral de Konrad Rudolf, en desenvolupar amb una major llibertat ruptures en els entaulaments o mogudes columnes girades obliquament.

### Façana

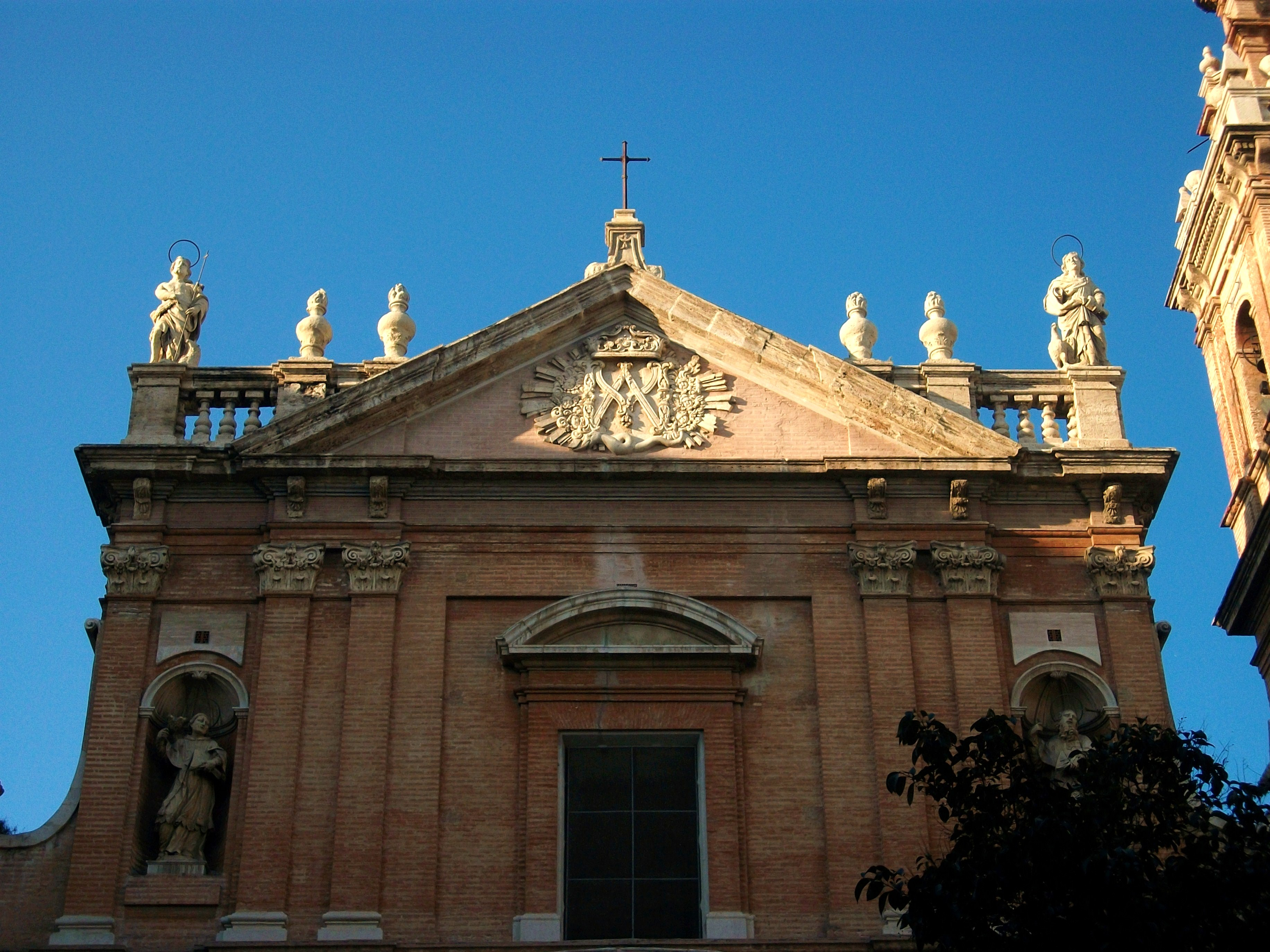
Part superior de la façana

És a la façana on s'arriba a expressar una rellevant i peculiar innovació del tipus italià de façana vignolesca a la romana (tipus d'absoluta vigència a Itàlia i en l'arquitectura europea gràcies a la recomanació i difusió que té en tractats i llibres d'estampes), segons pautes de la moderna cultura arquitectònica d'encuny novador. Aquesta façana, amb els seus frontons corb i triangular, torre campanar lateral (aprofitat urbanísticament com a fons de perspectiva del carrer de les Comèdies) i lleument endarrerida respecte a la façana, els dos cossos de desigual amplada, volutes d'enllaç i articulació de pilastres, sembla erigir-se en alternativa, temperada i plana, de la tendència clàssica procliu a proporcionar el conjunt exterior del temple amb ordres arquitectònics, cosa que la nova façana de la catedral, en eixos moments en execució, havia inaugurat a València però per la via de plànols moguts, moderna i borrominesca. Ambdues façanes recullen la influència italiana, però des de plantejaments oposats, i en tot cas les dues abandonen el model de façana retaule de tant d'arrelament en l'arquitectura siscentista valenciana.
En els detalls lèxics de la façana, s'evidencia la influència de Tosca o el seu llegat. L'ordre jònic del primer cos o el compost del segon, amb les seues volutes angulars de les roses, de les quals pengen garlandes, remet a la seua versió miquelangelesca, molt ponderats per Caramuel, recomanats per Tosca en el seu tractat i qualificats per Agustí Bruno Zaragozà com «el más hermoso de todos los que hasta aora se han executado». Les mènsules de l'entaulament tenen un elegant perfil molt francés i n'evoquen les divulgades per F. N. Blondel.
Encara que és el frontó d'arc rebaixat el que supera ambdós cossos (en realitat, és una intrèpida i estructural monumentalització d'un arc de descàrrega, amb una silent ostentació de la tècnica constructiva), és el que substantiva el classicisme d'aquesta façana en el si de l'arquitectura valenciana del moment, i per extensió de la hispànica, interpretant-se el seu perfil italianitzant des de categories geomètriques i constructives, fenomen que portava implícit el tractat de Tosca. No és per simple mimetisme local el fet que fóra aquest model vignolesc de façana, amb el significatiu arc de descàrrega ordenat amb pilastres i, per tant, elevat a categoria de sintagma, que s'erigirà com a leitmotiv de nombroses esglésies valencianes del segle xviii. Les esglésies parroquials de Xiva, Xest, Pedreguer, Xestalgar, Torís, Benifairó de les Valls o la del convent dominic de Carlet (parcialment destruïda a finals del segle xix i amb la variant d'arc triangular), de cronologia diversa, que arriba fins i tot a la fundació de l'Acadèmia de Sant Carles, segueixen el model de la façana originat per Sant Tomàs. Altres esglésies més tardanes com la de l'Alcúdia i de les Escoles Pies de València, traçades per Antoni Gilabert, mantingueren la moda de l'esquema a la romana, amb volutes d'enllaç o sense, prescindint d'ostentar aquest peculiar arc, anunciant amb això el declivi d'aquesta manifestació classicista vernacla, davant l'empenta del més modern corrent italianitzant i vagament cosmopolita, però ara procedent de la cort, que va preferir la façana articulada per només un ordre columnari i campanars en comptes de les menystingudes torres campanar, de la qual l'església del convent del Temple fou l'exponent més primerenc i significatiu.
La portada està allotjada sota un arc segmental i flanquejada per pilastres dobles. Té una major plasticitat que la resta de la façana, amb columnes adossades que en el seu terç interior presenten emblemes de l'Oratori. Remata la portada en un frontó obert, amb al·legories de la puresa i l'oració i un edicle amb un medalló oval que allotja un relleu de l'aparició de la Mare de Déu a sant Felip Neri. La façana està decorada amb estàtues allotjades en nínxols o exemptes sobre pedestals, al costat de flàmules i trossos de balustrada, dotada d'una elegant i alegre bicromia. Es coneix per Orellana els autors de les escultures que figuren a la façana. De Joan Baptista Borja és el sant Francesc de Sales situat en el primer cos a la dreta, estàtua treballada —segons la mateixa font— a Alacant; la resta (sant Carles Borromeo al primer cos, sant Gregori i sant Jeroni al segon, i sant Esteve, sant Tomàs, Joan Baptista i sant Joan Evangelista, són obra de Jaime Molins.

### Pintura
Dels seus rics fons pictòrics, s'han de destacar diverses escenes de la vida de sant Felip Neri pintades en llenços per Josep Vergara a la volta i mur lateral del presbiteri, creuer i peus del temple; un sant Llorenç d'Espinosa i un sant Antoni de Pàdua de Vicent López a l'altre mur lateral del presbiteri; frescos de Vergara representant els evangelistes, menys el de sant Lluc, atribuït a Richarte, a les petxines de la cúpula; dues taules d'un deixeble d'Hernando de los Llanos (Epifania i Disputa dels doctors) i dos quadres (Epifania i Adoració dels pastors) d'un mestre anònim italià, a la capella de la Comunió; frescos de López, Vergara i Richarte a les petxines de les capelles laterals; un Espinosa (Mare de Déu del Rosari amb sant Joan, Sant Felip, Santiago i Sant Pere) a la sagristia; un Vergara copiat a Joan de Joanes (Ecce Homo), una Immaculada atribuïda a un deixeble de Joanes, una Madonna del cercle de Bernardino Luini; dos coures amb còpies de Rubens (Descendiment i Nativitat) a l'avantsagristia. Al despatx parroquial, es troben dos mapes de la demarcació parroquial de Sant Tomàs, delineats per Tosca.

## El convent
La congregació de l'Oratori de Sant Felip Neri posseïa a la ciutat de València dos edificis que formaven una unitat constructiva. L'església, actual parròquia de Sant Tomàs i Sant Felip, que ha sobreviscut, i la casa conventual, desapareguda.
La construcció de la casa convent oratoriana fou anterior a la de l'església. La primera pedra se'n va col·locar el dimarts 18 de desembre del 1685, i es va concloure el setembre del 1736, segons el plànols de l'oratorià Tomàs Vicent Tosca, traspassat el 1723; però hauria deixat fet el plànol de la projectada església, o traçat el camí als seus deixebles. La unitat constructiva dels dos elements sembla clara a la vista del dibuix que realitzà Vergara de la façana del convent.
L'espai urbà ocupat per la casa conventual dels pares oratorians, desaparegut en l'actualitat, ocupava una part de l'illa que requeia en l'actual carrer del Comte de Montornés, al costat de l'església.
Després dels desperfectes soferts en la Guerra del Francés, va intervindre en la seua restauració l'arquitecte Francisco Pechuán el 1813. Enderrocada el 1854, es va construir a sobre del solar resultant l'edifici d'habitatges que roman actualment. Abans del seu enderrocament i després de l'exclaustració, va passar a ser propietat privada, cosa que no va evitar ser utilitzat com a quarter d'infanteria i col·legi de distingits per a oficials de l'exèrcit.
El convent era contigu a l'església; era de bona factura, amb façanes superbes, adornades amb finestres i una portada d'accés d'ordre dòric i rematada per un frontó triangular. L'edifici tenia, a més, un pati amb intercolumnis, una escala espaiosa, claustres tancats als pisos alts, crugies de proporcionada altura i longitud. El 1852, Boix lamentava que no estiguera conclosa l'obra i encara més que el que s'estava fet s'arruïnara.
El bell claustre de columnes de marbre negre i l'airosa cúpula de l'escala eren els elements que constituïen el més notable de l'edifici; es creu que foren dissenyats per Tosca. D'aquesta valoració, es fa ressò Boix en apuntar en la seua descripció del convent que contenia «clasutros espaciosos, de mucho gusto y de elegancia arquitectónica y con escalera espaciosa, donde se ha construido el cuartel». Aquest claustre tenia pintures atribuïdes per Palomino a José Ramírez, avantatjat deixeble d'Espinosa. Finalment, fou demolit i les belles columnes del seu claustre, de marbre negre, serviren de farciment per a la prolongació del moll de Llevant del port del Grau.
Es va destruir la bella cúpula de l'escala i un mirador que hi havia i s'assenyalava com a punt o observatori de Tosca en els seus estudis astronòmics.
Entre altres elements, albergava l'habitació del pare Tosca, des d'on organitzava i dirigia reunions sobre temes d'arquitectura, matemàtiques, filosofia i física, i on va escriure bona part de la seua obra científica. A més, el convent oratorià fou un centre de la vida musical de la ciutat, i s'hi componien en les seues cel·les peces que posteriorment s'interpretaven a l'església.
El convent formava un edifici de dos cossos, amb un semisoterrani al primer, amb una façana simple decorada amb cornisa de motllures tallades, denticles i suports que dividien sengles cossos i, igualment, la cornisa que rematava l'edifici a la part superior. El traços de la primera línia de la motllura es corresponien amb el de la torre i església adjacent, el del segon cos se situava a una alçada proporcional a l'arquitrau del segon cos de l'església, utilitzant en els dos casos motius decoratius simplificats. L'ampli cos de finestres incloïa recercats que les emmarcaven, i era el més destacable l'àmplia portada d'entrada a la qual s'accedia per unes grades. Aquesta portada era d'ordre dòric, amb una columna a cada costat i un remat de frontó triangular de gran senzillesa amb un escut o medalló, que emmarcava l'entrada arquitravada de proporcions semblants a la portada d'entrada a l'església.